# Tekken 2
Tekken 2 (鉄拳2) es la segunda entrega de la popular serie de juegos de lucha Tekken. Tekken 2 también  está disponible para ser descargado en PlayStation Store.

## Argumento del juego
En la conclusión del primer Torneo del Rey del Puño de Acero, Kazuya Mishima derrota a su padre, Heihachi Mishima; como venganza, Kazuya lanza el cuerpo de Heihachi al mismo acantilado al que este último lo había arrojado cuando era niño. El padre de Kazuya dramáticamente sube la montaña en la secuencia lluviosa de la apertura del juego, con una tormenta atronadora del fondo. Kazuya entonces toma control sobre la Mishima Zaibatsu. 
El mando de Kazuya sobre la Mishima Zaibatsu se prolonga durante dos años, sin embargo, este no demuestra ser más benevolente que su padre. El mandato de Kazuya está marcado por los asesinatos, la corrupción, las investigaciones ilegales, el tráfico, etc. Todo ello debido a la cada vez mayor influencia que ejerce sobre Kazuya el Gen Diabólico.
Al oír rumores de que Heihachi todavía está vivo, Kazuya decide a anunciar el II Torneo del Rey del Puño de Acero, dos años después del primero.

### Final canónico
Para asegurarse de que cualquier adversario suyo es eliminado durante el torneo, Kazuya envía a un gran número de luchadores bajo su mando a participar en el mismo: Lee Chaolan, Anna Williams, Baek Doo San, Bruce Irvin, etc. Sin embargo, ninguno de ellos consigue detener a Heihachi, finalista del torneo.
Durante el torneo, Kazuya conoce a una policía llamada Jun Kazama, de la cual termina enamorándose, surgiendo un «lado bueno» en el interior de Kazuya, manifestación del amor que siente por Jun. Por su parte, Heihachi consigue llegar a la final del torneo donde se enfrenta de nuevo a su hijo. Aprovechándose de la batalla interna de su hijo, Heihachi logra derrotar a Kazuya. El Gen Diabólico termina imponiéndose sobre la bondad surgida en su interior, y Kazuya se transforma en su versión demoníaca: denominada como «Devil Kazuya». Heihachi se enfrenta entonces a la nueva forma de su hijo, derrotándolo igualmente.
Para asegurarse de que su hijo no vuelve a interponerse en su camino, Heihachi arroja su cuerpo al interior de un volcán. Mientras tanto, Jun, embarazada de Kazuya, decide escapar de las garras de la Mishima Zaibatsu y se marcha con destino desconocido para criar a su hijo nonato.

## Modo de juego
Como su predecesor, Tekken 2 no cambia cualquiera de sus distinciones de jugabilidad únicas, sino simplemente adhiere sobre ellas. Continúa utilizando fondos pre-rendidos en sus etapas, ofrece un campo de juego infinito, y utiliza un sistema de lucha que usa cuatro botones del mando: dos para los puñetes izquierdos y derechos, y dos para los patadas izquierdas y derechas. Distintas adiciones se incluyeron a las ataques revertidos para algunos personajes, lanzamientos concatenados, y unas evasiones únicas a un carácter (Kazuya Mishima). Las tacleadas también fueron modificadas para infligir daño, si el personaje recorría una gran distancia, o sea tomando impulso. La expandida lista de personajes del juego introduce nueve combatientes nuevos.

## Lista de personajes

### Personajes que vuelven
| - 01 Anna Williams - 02 Armor King I - 03 Devil - 04 Ganryu - 05 Heihachi Mishima - 06 Kazuya Mishima - 07 King I - 08 Kuma I - 09 Kunimitsu I - 10 Lee Chaolan - 11 Marshall Law - 12 Michelle Chang - 13 Nina Williams - 14 Paul Phoenix - 15 Prototype Jack - 16 Wang Jinrei - 17 Yoshimitsu |

### Nuevos personajes
| - 18 Alex - 19 Angel - 20 Baek Doo San - 21 Bruce Irvin - 22 Jack-2 - 23 Jun Kazama - 24 Lei Wulong - 25 Roger |

## Recepción
La conversión del juego a la PlayStation fue uno de los mejor vendidos en el Reino Unido. Sony reclamó ventas de más de un millón de unidades solo en Japón. También fue aclamado por los críticos de videojuegos, con una calificación del 93% en GameRankings. Los críticos elogiaron la fuente gráfica ligera del juego, y un movimiento de carácter fluido, los fondos detallados, el sistema complejo de movimientos y combos, el acceso a jugadores inexpertos, un gran conjunto de personajes jugables, y el modo de práctica, que varios críticos predijeron se convertiría en una característica estándar en los juegos de lucha. Crispen Boyer de Electronic Gaming Monthly lo llamó "el mejor juego de lucha 3D que se pueda encontrar para cualquier sistema", y Scary Larry de GamePro, comparándolo aún más con los juegos de pelea que aún están en desarrollo, aseguró a los jugadores que pasaría al menos un año antes de que Tekken 2 se coronase. Recibió varios premios al Juego del Año por parte de varias publicaciones.
En el año 1996, Next Generation lo clasificó como el 22º mejor juego de todos los tiempos en general.  En 1997, PSM nombró el puerto para PlayStation de Tekken 2 como uno de los "25 mejores juegos de PlayStation de todos los tiempos" en el número tres, describiéndolo como mejor que la versión de arcade "en muchos aspectos debido a las funciones adicionales", y "uno de los mejores juegos de lucha de la historia." Tekken 2 ocupó el lugar número 59 en Game Informer en su 'lista de los 100 mejores juegos de todos los tiempos' en el año 2001. también se ha incluido entre los mejores videojuegos de todos los tiempos por la Electronic Gaming Monthly en el año 1997 (por el personal y los lectores), por GameSpot en el año 2006, Empire en el 2009, y el Guinness World Records en el 2009.

## Curiosidades
- Tekken 2 fue tremendamente aceptado, lo cual benefició en gran medida a Namco en los mercados de Arcade y consola. Aparte de ganar delirantes revisiones de los críticos, era el juego de arcade número 1 en América por 24 semanas seguidas y en la consola de PlayStation, vendió 3 millones de copias por todo el mundo.
- La versión de PlayStation fue una conversión fiel de su homólogo Arcade. Aparte de las animaciones prerrenderizadas únicas para el final de cada personaje, ofreció numerosos modos como Survival, Time Attack, Team Battle, y un Practice Mode. Todos esos modos eran los primeros para el género de lucha.
- Se han notado luchas similares entre Kuma I, Jack y Prototype Jack y otros como Roger y King I.